# ボリショイ・カーメンヌイ劇場
ボリショイ・カーメンヌイ劇場 （露: Большой Каменный театр） は、ロシア帝国時代の首都サンクトペテルブルクに存在した帝室劇場である。1784年から1886年まで運用し、ロシア帝国を代表する劇場であった。

## 沿革・歴史
1783年、当時の女帝エカチェリーナ2世の勅命によってオペラとバレエの専用劇場として建造された。1811年に一旦焼失したのち、1818年に再建された。また1836年にはのちにマリインスキー帝室劇場を設計するアルベルト・カヴォスによって再建されている。1886年、建物の老朽化により閉鎖された。跡地はサンクトペテルブルク音楽院となっており、かつての劇場の大階段と踊り場を建物の一部として保存している。
1885年、この劇場所属のオペラとバレエ団は1859年に竣工していたマリインスキー劇場に移管された。

## 主要な初演
オペラ
- 1836: 「皇帝に捧げた命」（Жизнь за царя） — ミハイル・グリンカ
- 1842: 「ルスランとリュドミラ」 — ミハイル・グリンカ
- 1862: 「運命の力」 — ジュゼッペ・ヴェルディ

バレエ
- 1862: 「ファラオの娘」 — 振付:マリウス・プティパ、作曲:チェーザレ・プーニ
- 1864: 「せむしの仔馬」 — 振付:A・サン=レオン、作曲:チェーザレ・プーニ
- 1871: 「ドン・キホーテ」 — 振付:マリウス・プティパ、作曲:レオン・ミンクス
- 1877: 「ラ・バヤデール」 — 振付:マリウス・プティパ、作曲:レオン・ミンクス